# 流金歲月 (台灣電視劇)
流金歲月是大愛電視台的「大愛真實人生劇場」系列，全劇共43集，於2005年6月至8月在大愛電視《大愛劇場》時段（台灣時間每天晚上8:00）播放。
李天柱因演出此劇獲得第41屆金鐘獎「戲劇類男主角獎」。

## 演員列表
- 李天柱 飾 潘毅風， 男主角
- 王渝文 飾 阿珠-潘林珠，女主角
- 王豪 飾 林龍木，阿珠之父
- 許定南 飾 文揚(童年時)
- 許瀞蔆 (許翠雪) 飾 若琳(少年時）
- 孟庭麗 飾 兩難，阿珠之生母
- 方虹人 飾 黃氣，阿珠之養母
- 林乃華 (秋乃華)  飾 阿綢
- 白明華 飾 曾祖母
- 高憶婷 飾 巧金，阿珠的姊姊
- 林秀芳 飾 雪子師姊
- 林立青 飾 貴美
- 李秉樺 飾 潘竹頭
- 賴暄妮 飾 秀霞，阿珠好友
- 林建霖 飾 正德成年
- 楊弦豫 飾 正中少年
- 謝靜怡 飾 若琳成年
- 王子華 飾 吳雄